# Ulla Poppius
Ulla Poppius, född Leander den 25 augusti 1919 i Karlskrona, död den 14 januari 2017, var en svensk studierektor och kanslichef. Hon var författare till skrifter och böcker, främst inom kulturområdet.

## Biografi
Ulla Poppius växte upp i Karlskrona och tog studentexamen där. Hon blev fil. kand. vid Lunds universitet 1942 med inriktning på språk och konsthistoria. Hon var medarbetare vid redaktionen för Svensk uppslagsbok 1942–1947. Efter flytt till Stockholm blev hon studiesekreterare vid Fredrika Bremer-förbundet 1948. Hon var studiesekreterare vid Liberala studieförbundet 1949–1960 och studierektor där 1960–1963. Hon blev även ledamot av Försvarets personalvårdsnämnd 1962. Ulla Poppius var föreståndare för Folkbildningsorganisationernas föreläsningsbyrå 1963–1974 och när byråns uppgifter utökades blev hon kanslichef för Förmedlingsbyrån för kulturprogram 1974–1981.
Ulla Poppius var dotter till folkbildaren Sigfrid Leander och hans hustru Calla Leander, född Mårtensson. Hon var gift med Hans Poppius (1917–1986) med vilken hon fick tre barn. Makarna Poppius är begravda på Solna kyrkogård.